# Gustave Moreau
Gustave Moreau (6 de abril de 1826 - 18 de abril de 1898) foi um pintor francês. Tornou-se célebre por ser um dos principais impulsionadores da arte simbolista do século XIX.

## Carreira
Ele foi um influente precursor do simbolismo nas artes visuais na década de 1860, e no auge do movimento simbolista na década de 1890, ele estava entre os pintores mais significativos.:110 p. O historiador de arte Robert Delevoy escreveu que Moreau "trouxe a polivalência simbolista ao seu ponto mais alto em Júpiter e Semele".:147 p. Ele foi um artista prolífico que produziu mais de 15 000 pinturas, aquarelas e desenhos. Moreau pintou alegorias e temas bíblicos e mitológicos tradicionais favorecidos pelas academias de belas artes. J. K. Huysmans escreveu: "Gustave Moreau deu novo frescor a velhos assuntos sombrios por um talento ao mesmo tempo sutil e amplo: ele pegou mitos desgastados pelas repetições de séculos e os expressou em uma linguagem que é persuasiva e elevada, misteriosa e nova".:78 p. As personagens femininas da Bíblia e da mitologia que ele tantas vezes retratou passaram a ser consideradas por muitos como a mulher simbolista arquetípica. Sua arte (e o simbolismo em geral) caiu em desuso e recebeu pouca atenção no início do século 20, mas, a partir dos anos 1960 e 70, ele passou a ser considerado um dos mais importantes pintores simbolistas.
Gustave Moreau nasceu em Paris e mostrou uma aptidão para o desenho desde cedo. Ele recebeu uma sólida educação no Collège Rollin (agora Collège-lycée Jacques-Decour) e formação acadêmica tradicional em pintura na École des Beaux-Arts. No início da década de 1850, ele desenvolveu uma estreita amizade/orientação com Théodore Chassériau e teve algum sucesso modesto exibindo como o Salão de Paris. A morte prematura de Chassériau em 1856 afetou profundamente Moreau, e ele deixou Paris para viajar pela Itália de 1857 a 1859, retornando com centenas de cópias e estudos que fez de pinturas antigas de mestres lá. Em 1864, sua pintura Édipo e a Esfinge recebeu muita atenção no Salão de Paris, ganhando uma medalha e estabelecendo sua reputação. Ele teve sucesso contínuo até a década de 1860, gradualmente ganhando um seleto grupo de admiradores e colecionadores entusiasmados e leais. Embora sua pintura Prometeu tenha recebido uma medalha no Salão de 1869, as críticas na imprensa foram severas e ele não submeteu pinturas ao Salão novamente até 1876, retirando-se definitivamente após 1880.

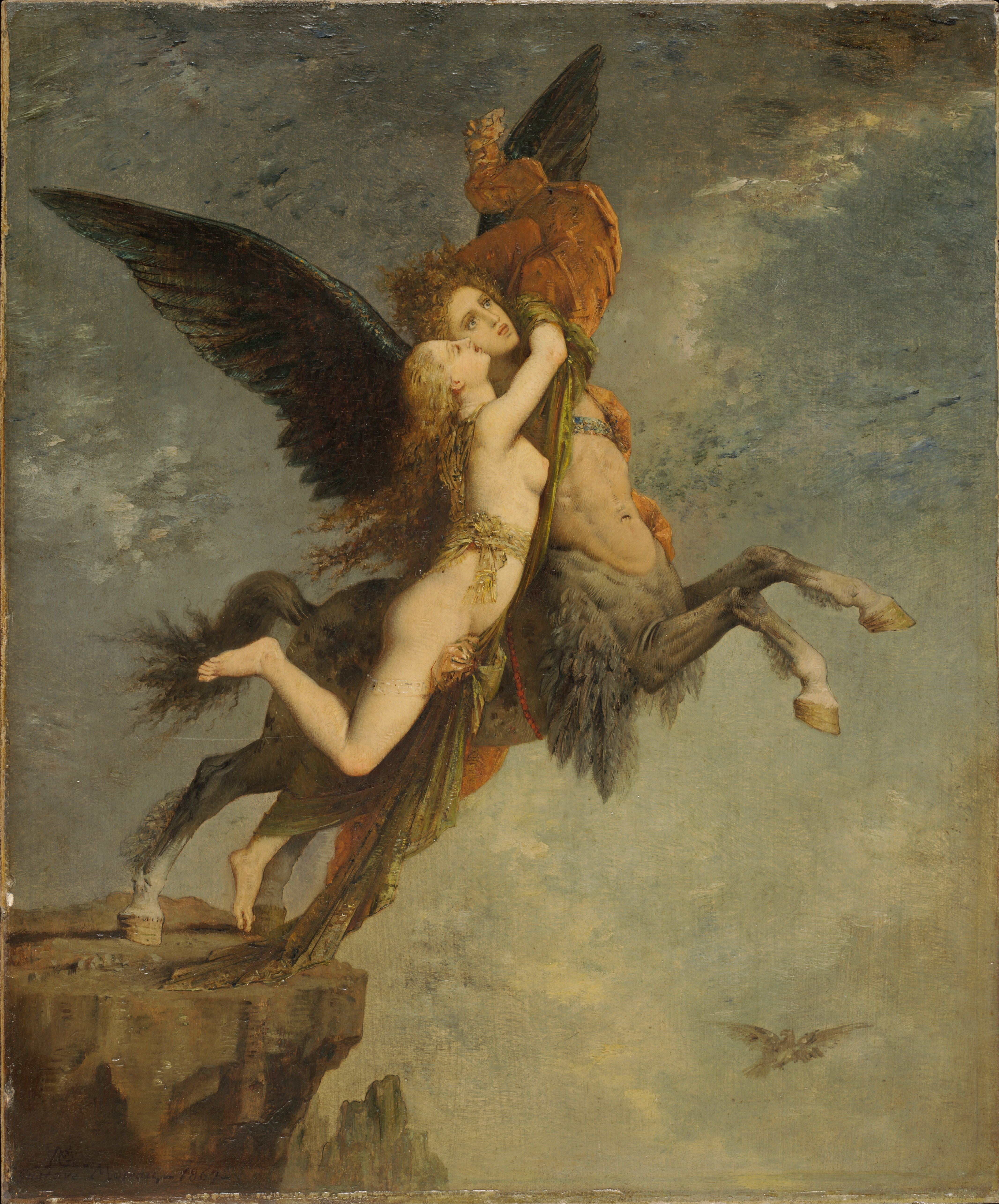
The Chimera (1867), oil on panel, 33 x 27.3 cm., Fogg Museum

Moreau foi condecorado Officier de la Légion d'Honneur em 1883. Um tanto misantrópico, ele se tornou cada vez mais recluso nos últimos anos, embora mantivesse um círculo próximo de amigos. Ele foi muitas vezes relutante em vender seu trabalho, raramente exposto, e recusou uma série de ofertas de prestígio, incluindo um convite para expor no Salon Les XX em Bruxelas (1887), rejeitou o cargo de professor quando foi eleito para a École des Beaux-Arts (1888), e rejeitou ofertas para decorar edifícios na Sorbonne (1891). Foi somente após a morte de seu amigo Élie Delaunay em 1891 que ele concordou em assumir o estúdio de Delaunay na École des Beaux-Arts. Moreau se destacou como professor, contando com Henri Matisse, Georges Rouault e outros artistas notáveis entre seus alunos. Seus pais compraram uma casa em 1852 no número 14 da Rue de La Rochefoucauld, convertendo o último andar em um estúdio para Moreau, onde viveu e trabalhou, solteiro, pelo resto de sua vida, seu pai morrendo em 1862, e sua mãe, Adèle-Pauline, em 1884. Moreau morreu de câncer em 1898, legando a casa e o estúdio com quase 1200 pinturas e aquarelas, e mais de 10 000 desenhos ao Estado para serem convertidos em um museu. O Musée Gustave Moreau abriu ao público em 1903 e está aberto até hoje. É de longe a maior e mais significativa coleção de sua obra.:107–110 p.:289–297 p.:94 p.

## Galeria

### Pinturas a óleo

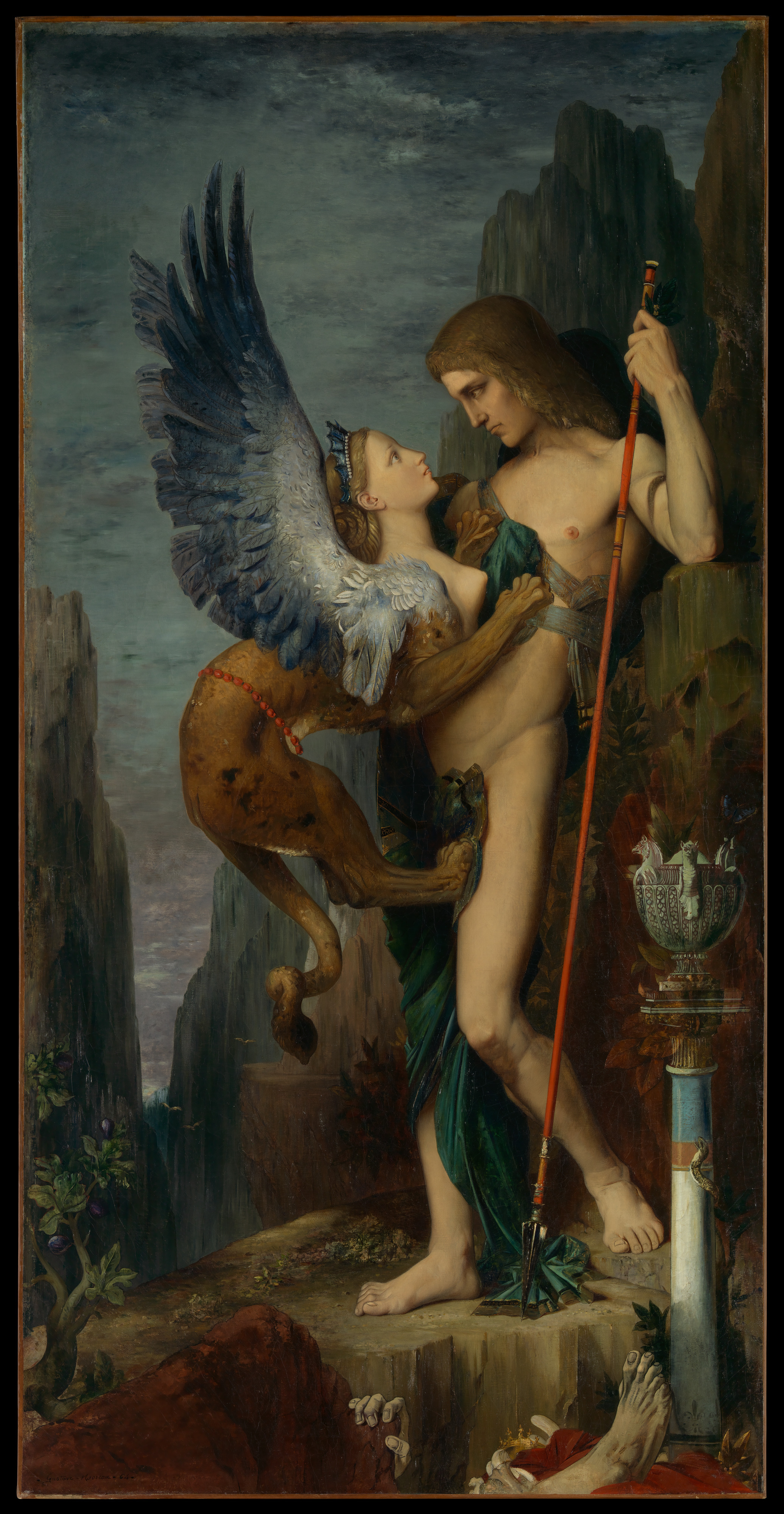
Édipo e a Esfinge (1864), 206 x 105 cm, Metropolitan Museum of Art
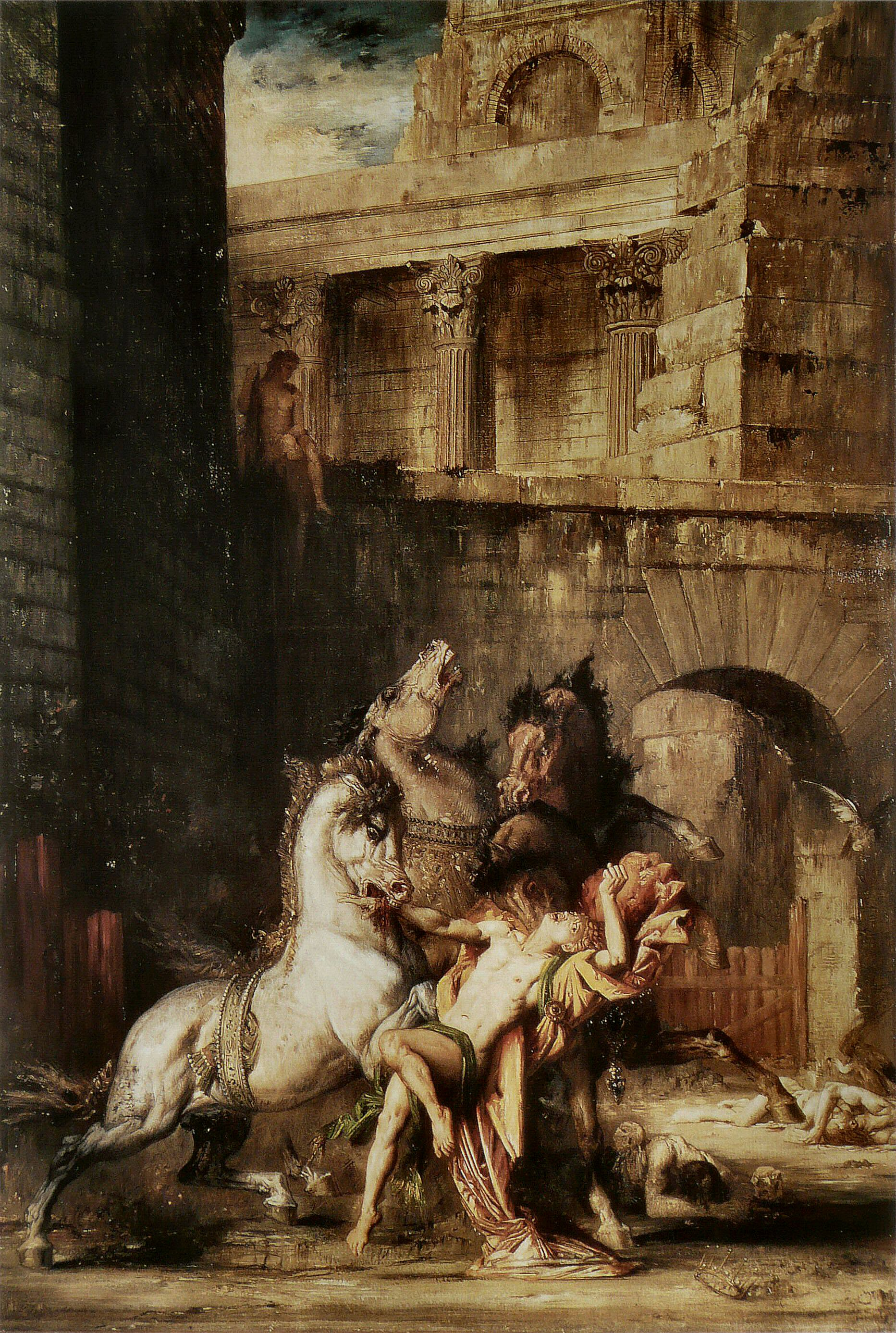
Diomedes devorado por seus cavalos (1865), 140 x 95,5 cm, Musée des Beaux-Arts de Rouen
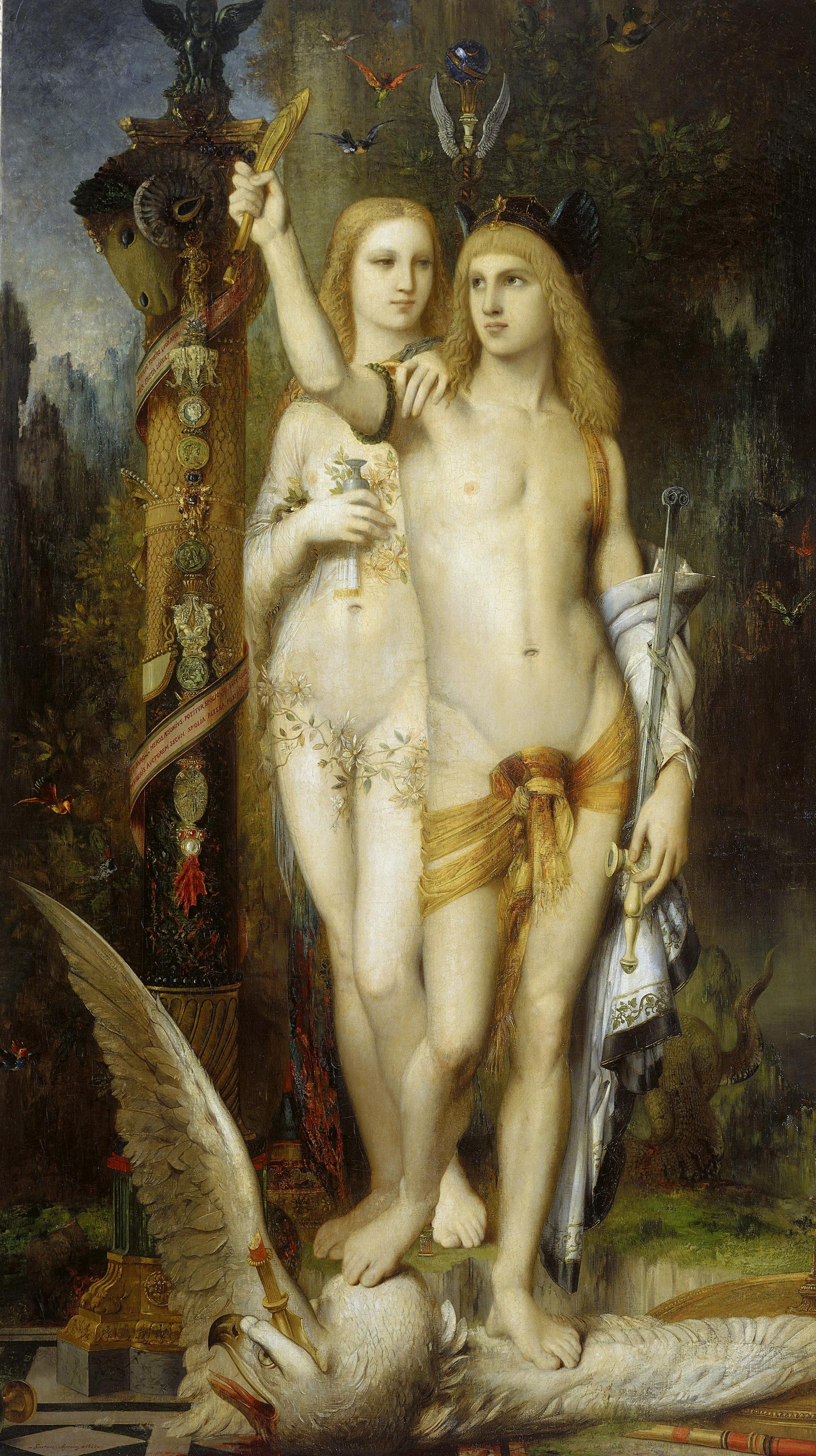
Jasão e Medeia (1865), 213 x 126 cm, Musée d'Orsay
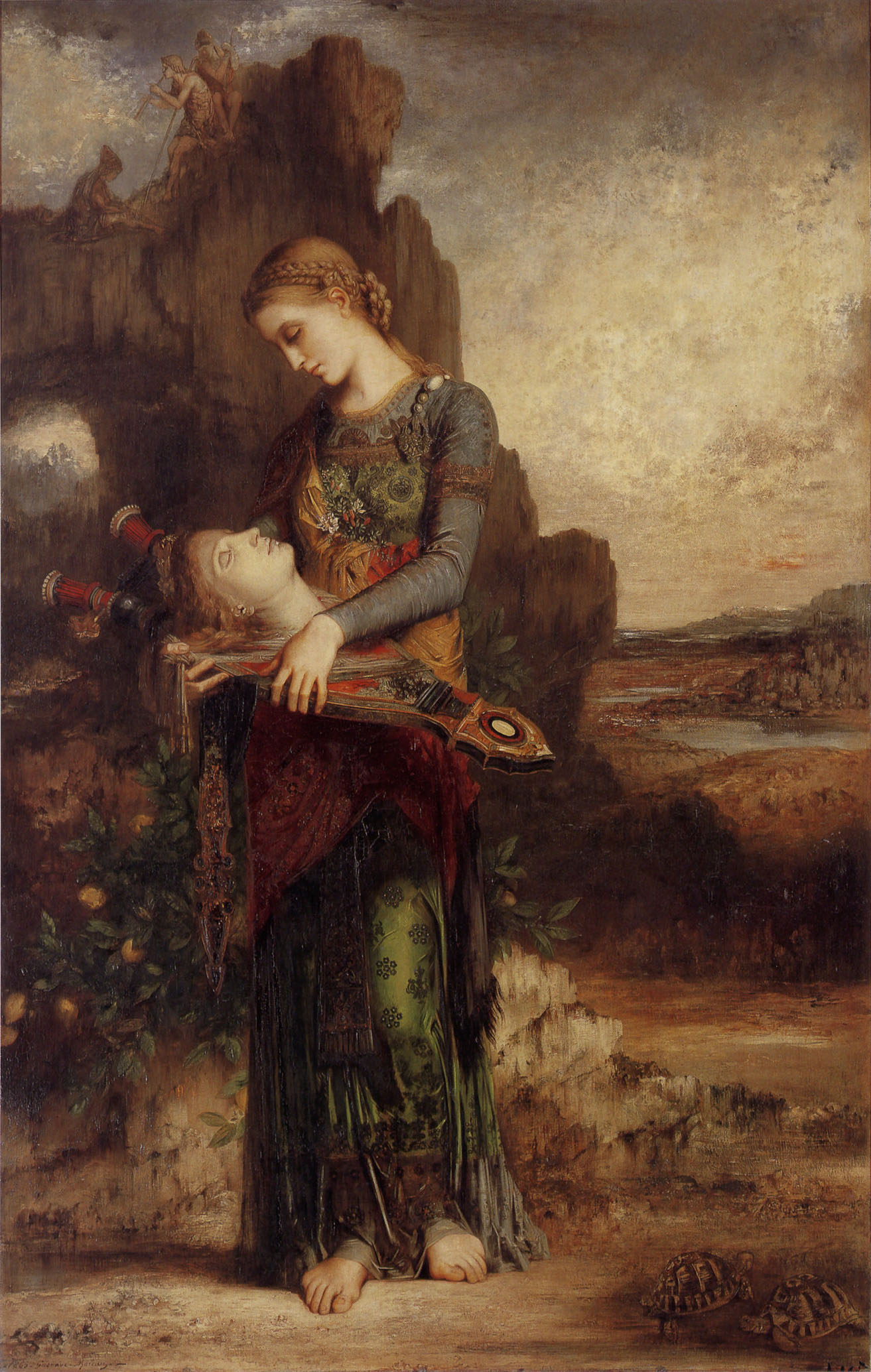
Orfeu (1865), 154 x 99,5 cm, Musée d'Orsay
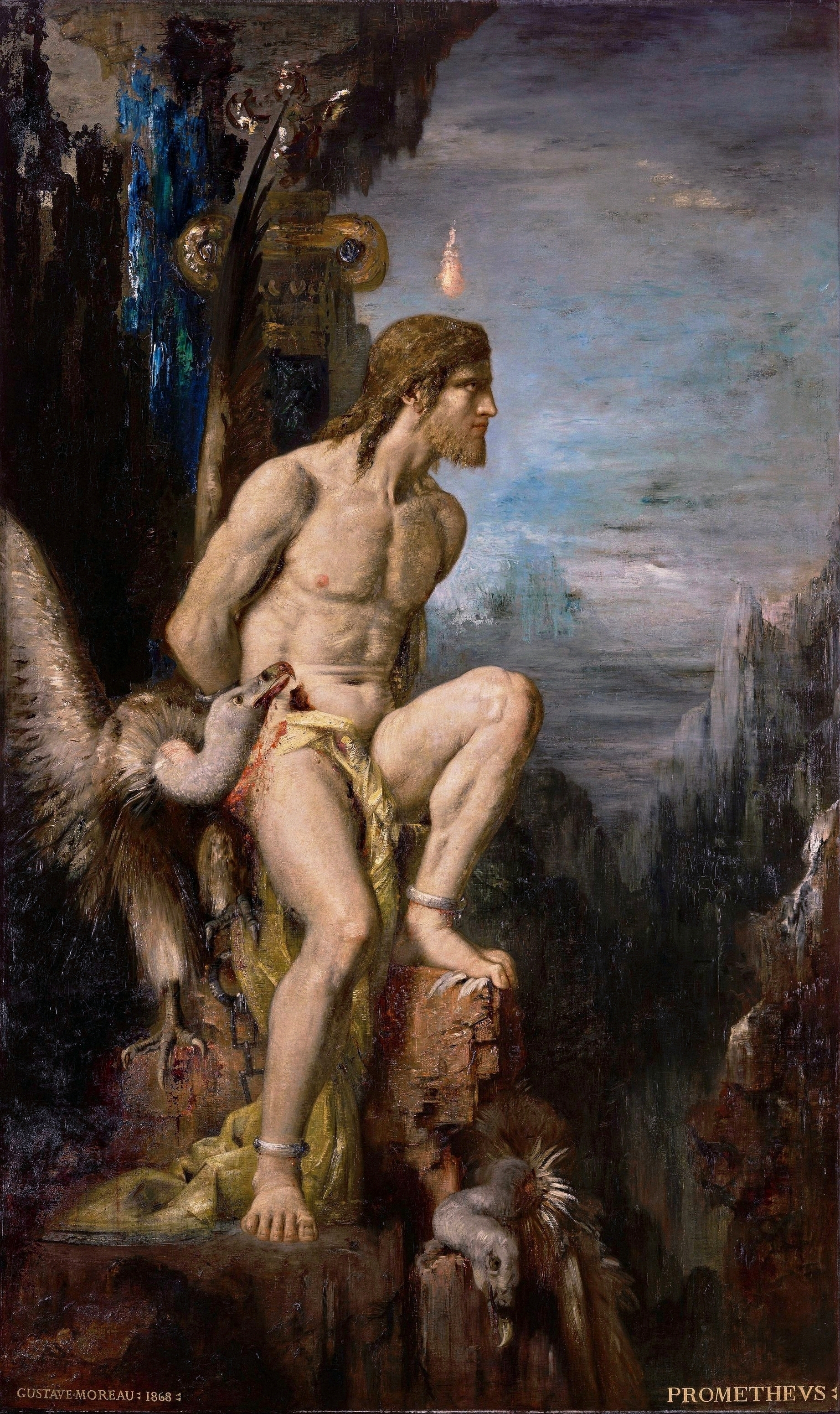
Prometeu (1868), 205 x 122 cm, Musée Gustave Moreau
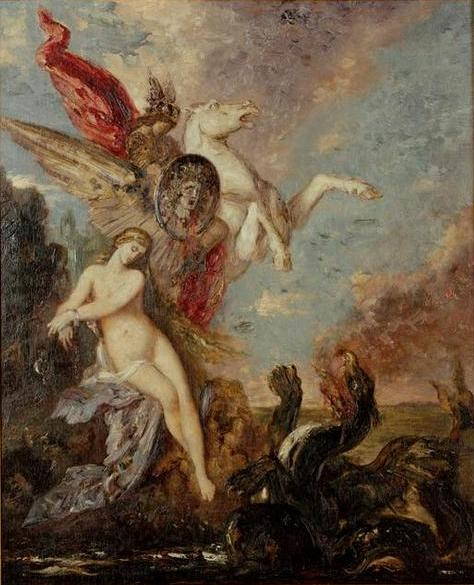
Andrômeda (1867-1869), 55 x 43 cm, Museu Gustave Moreau
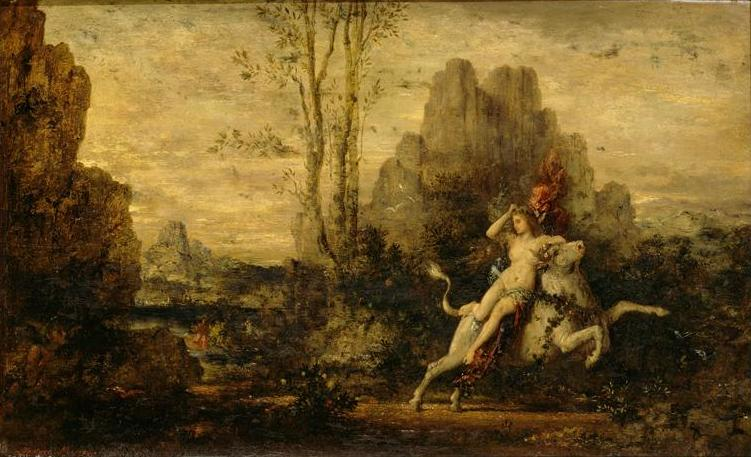
Rapto de Europa (c. 1869), 26 x 42 cm, Musée d'Orsay
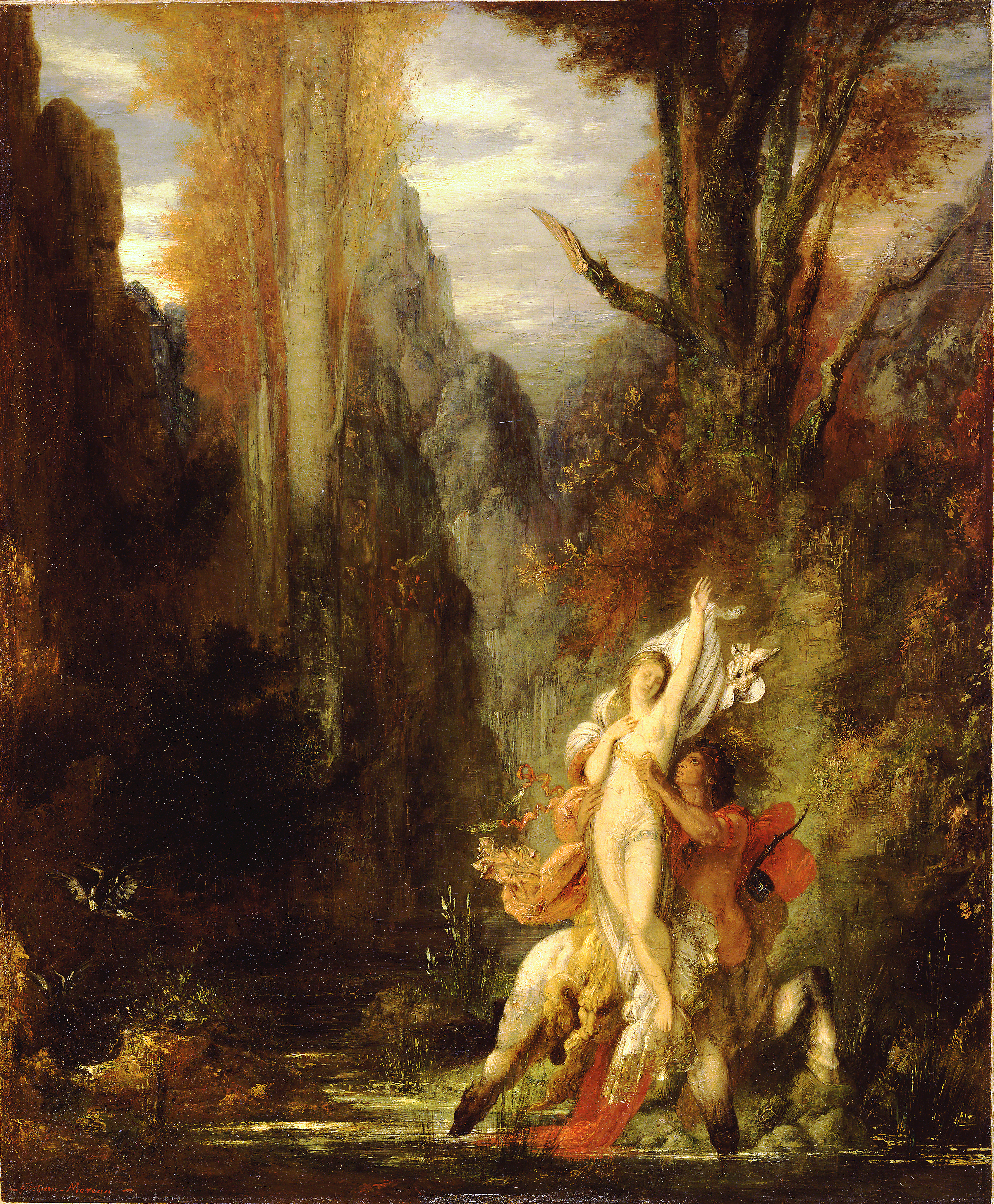
Dejanira (Outono)(1872), 55,1 x 45,4 cm, Museu J. Paul Getty
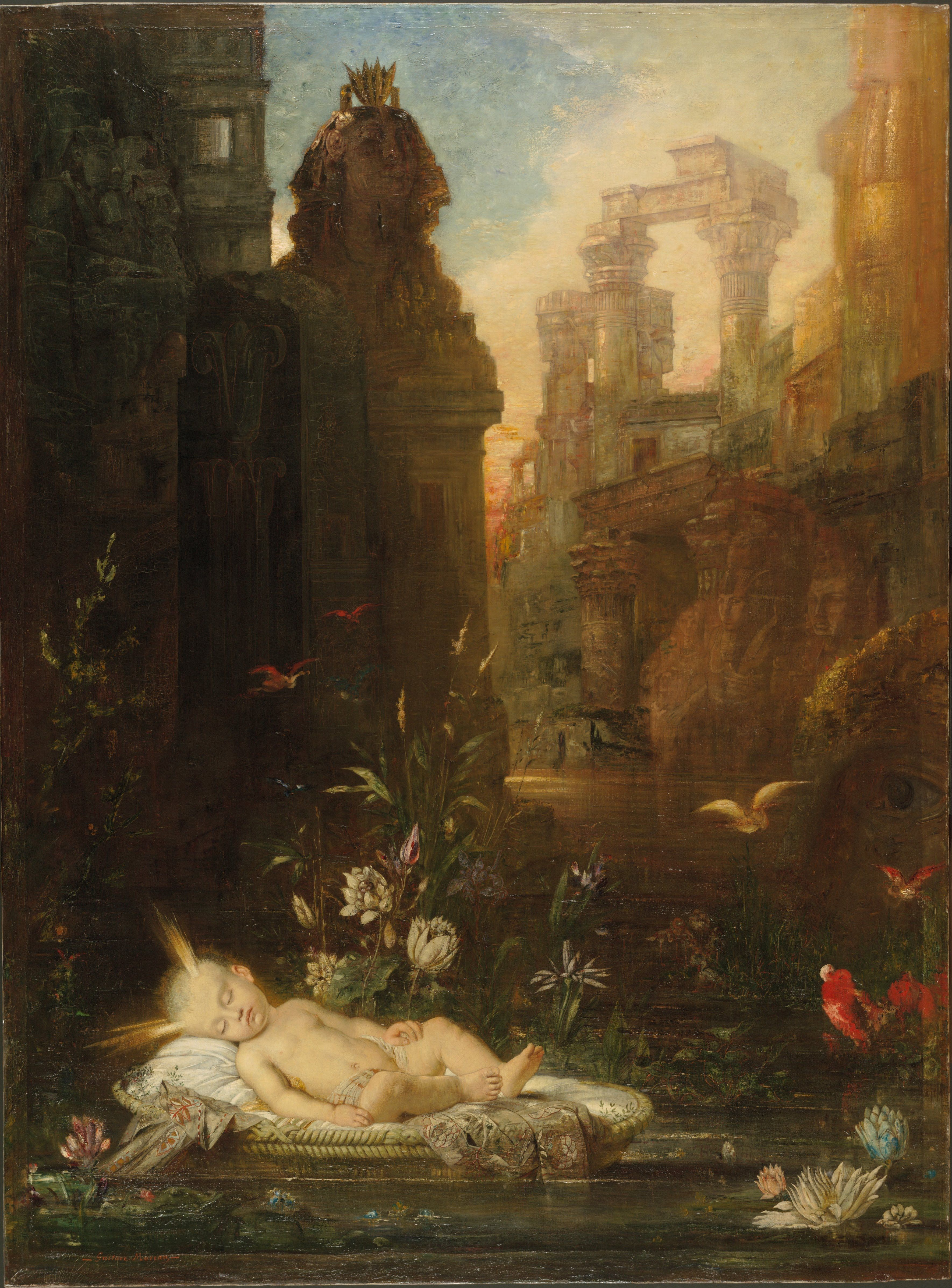
O Bebê Moisés (c. 1876–78), 185 x 136,2 cm, Museu Fogg
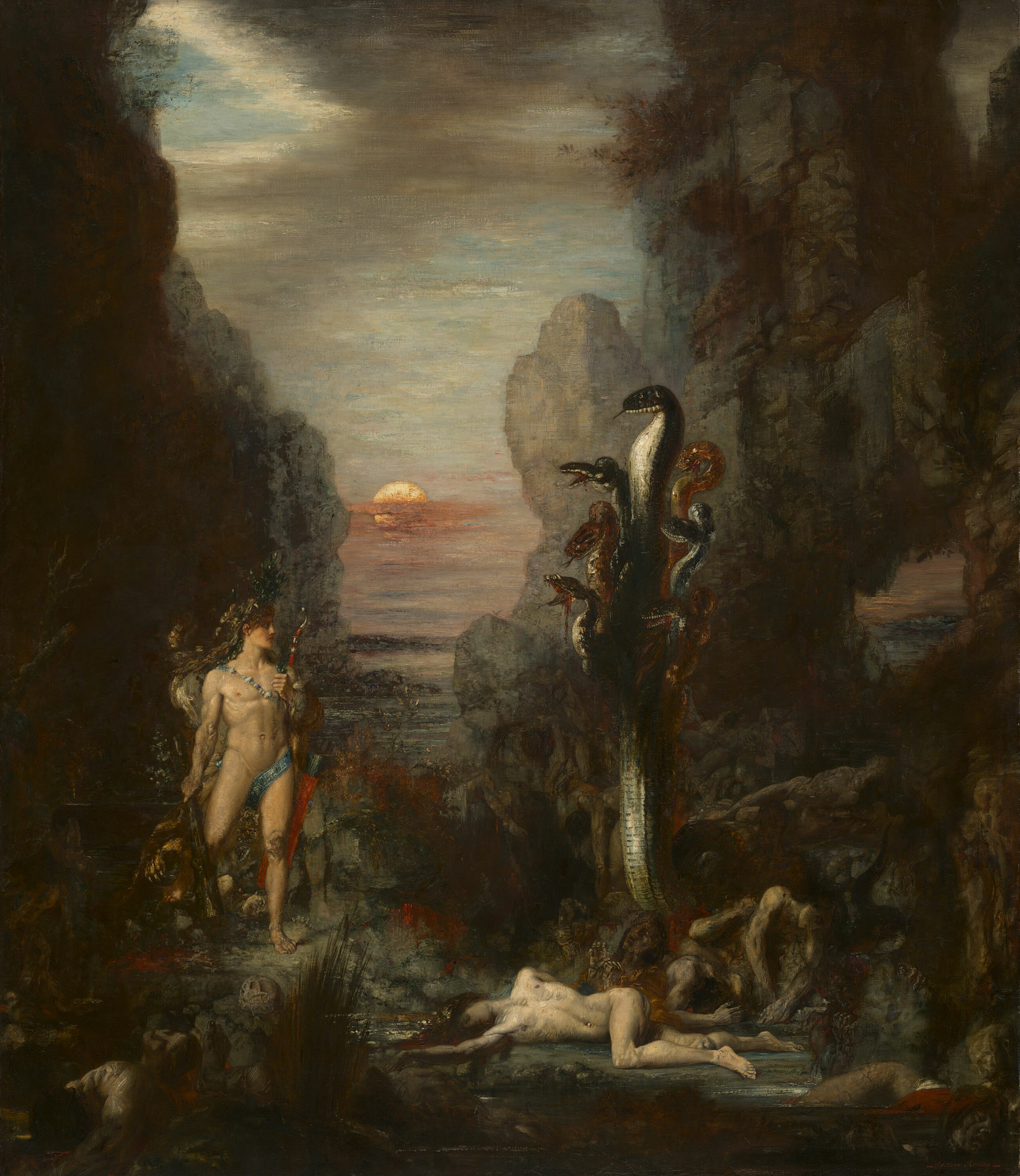
Hércules e a Hidra de Lerna (1876), óleo sobre tela, 179,3 x 154 cm, Art Institute of Chicago
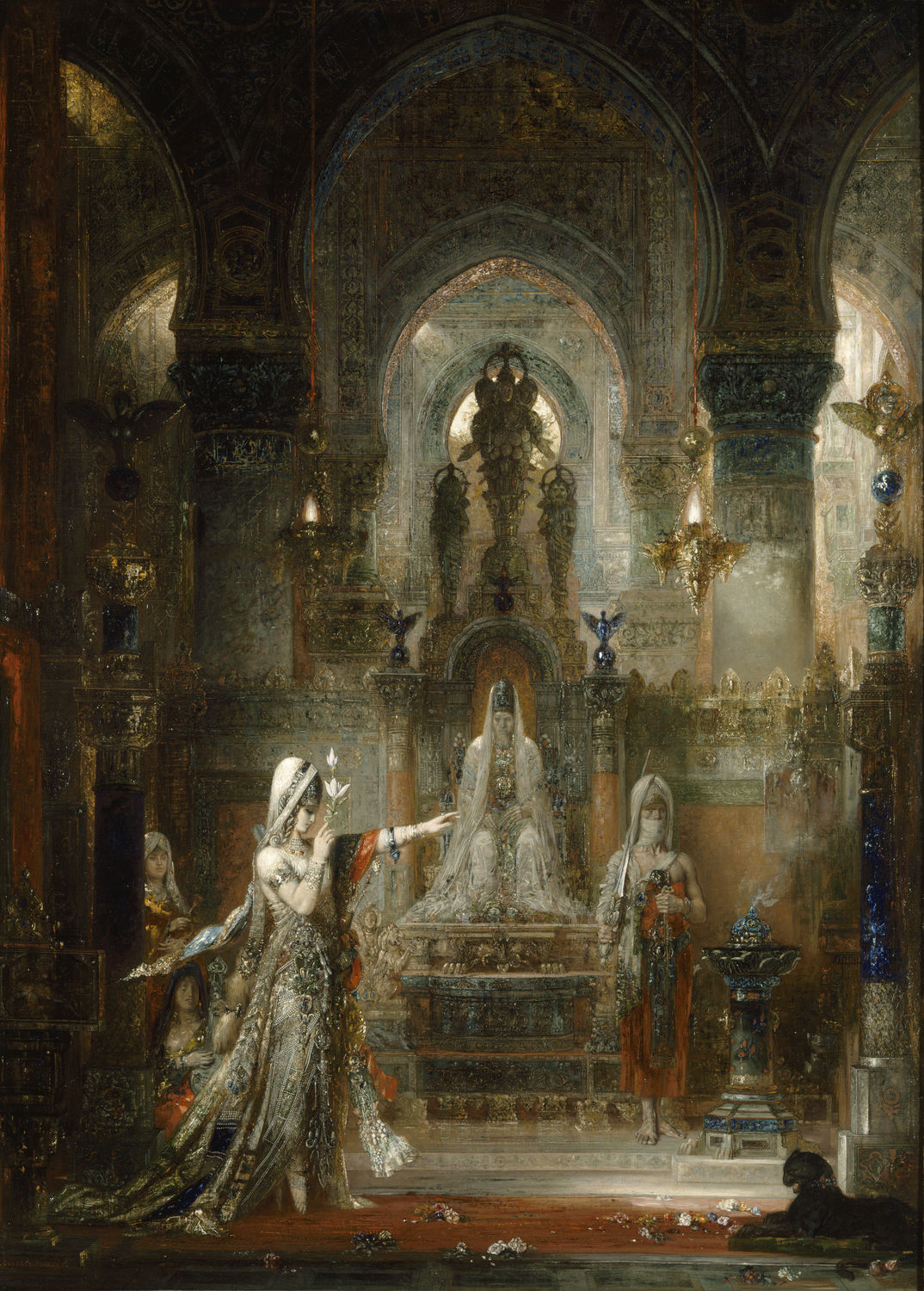
Salomé Dançando Antes de Herodes (1876), 143,5 x 104,3 cm, Hammer Museum
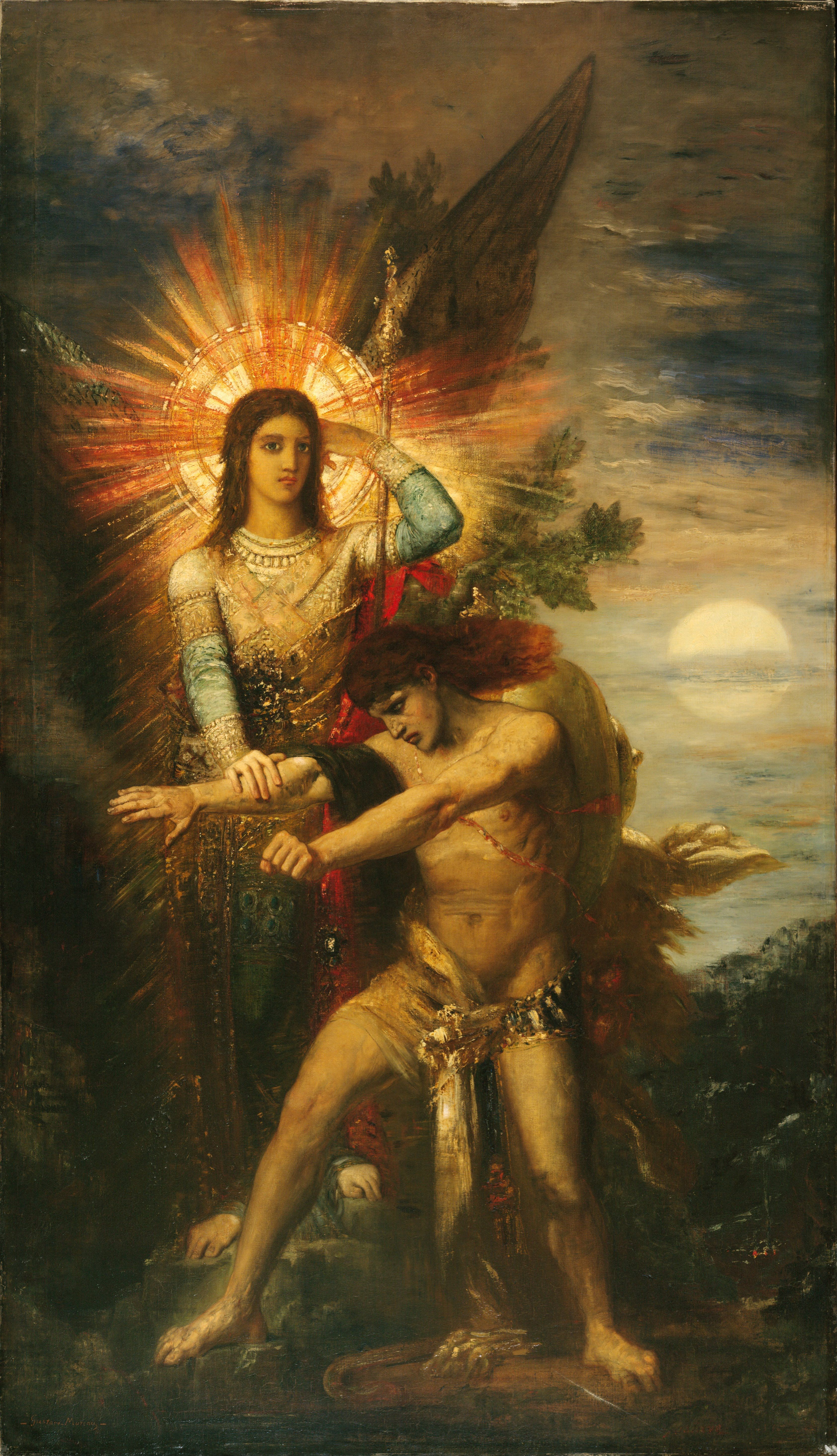
Jacó e o Anjo (1878), 255 x 147,5 cm, Fogg Museum
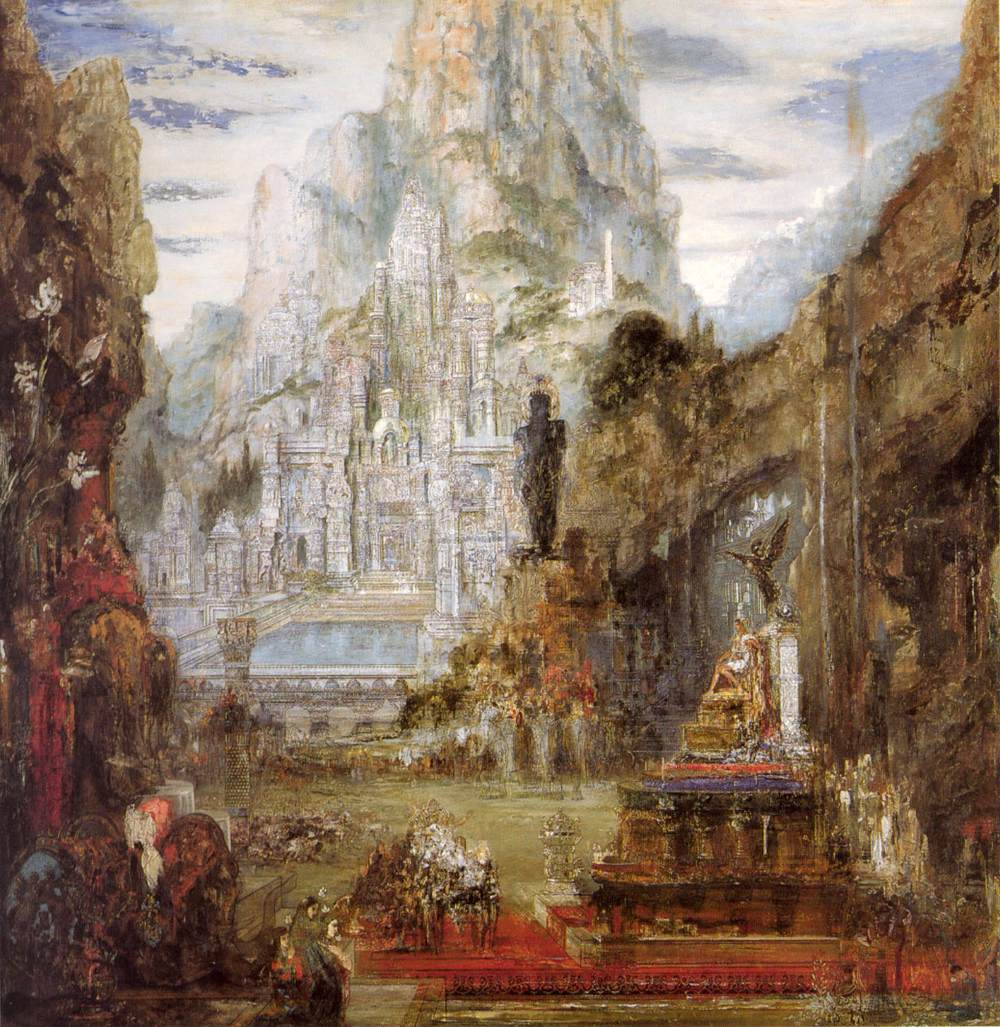
O Triunfo de Alexandre, o Grande (c. 1885), 155 x 155 cm, Musée Gustave Moreau
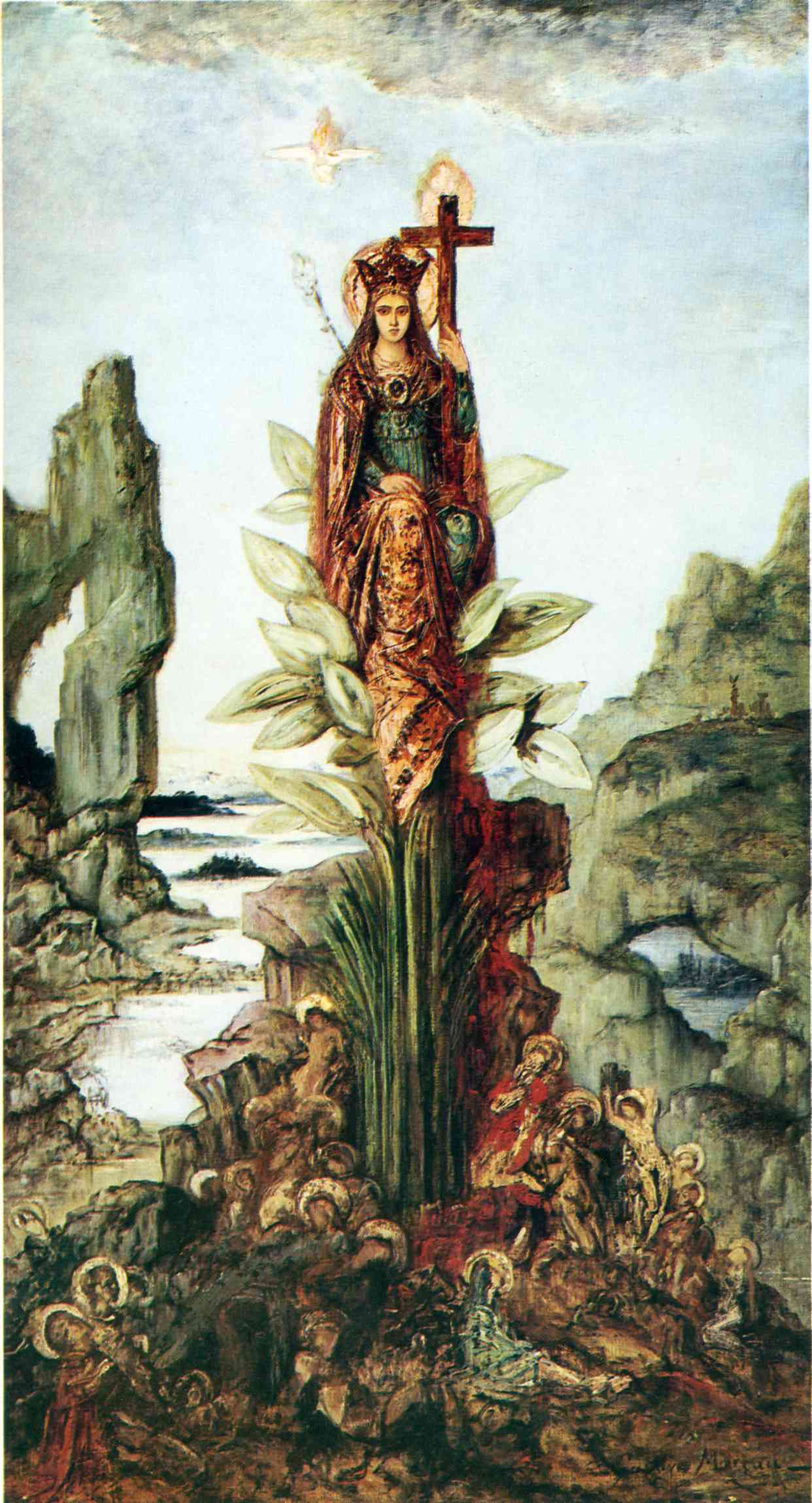
A Flor Mística (c. 1890), 253 x 137 cm, Musée Gustave Moreau
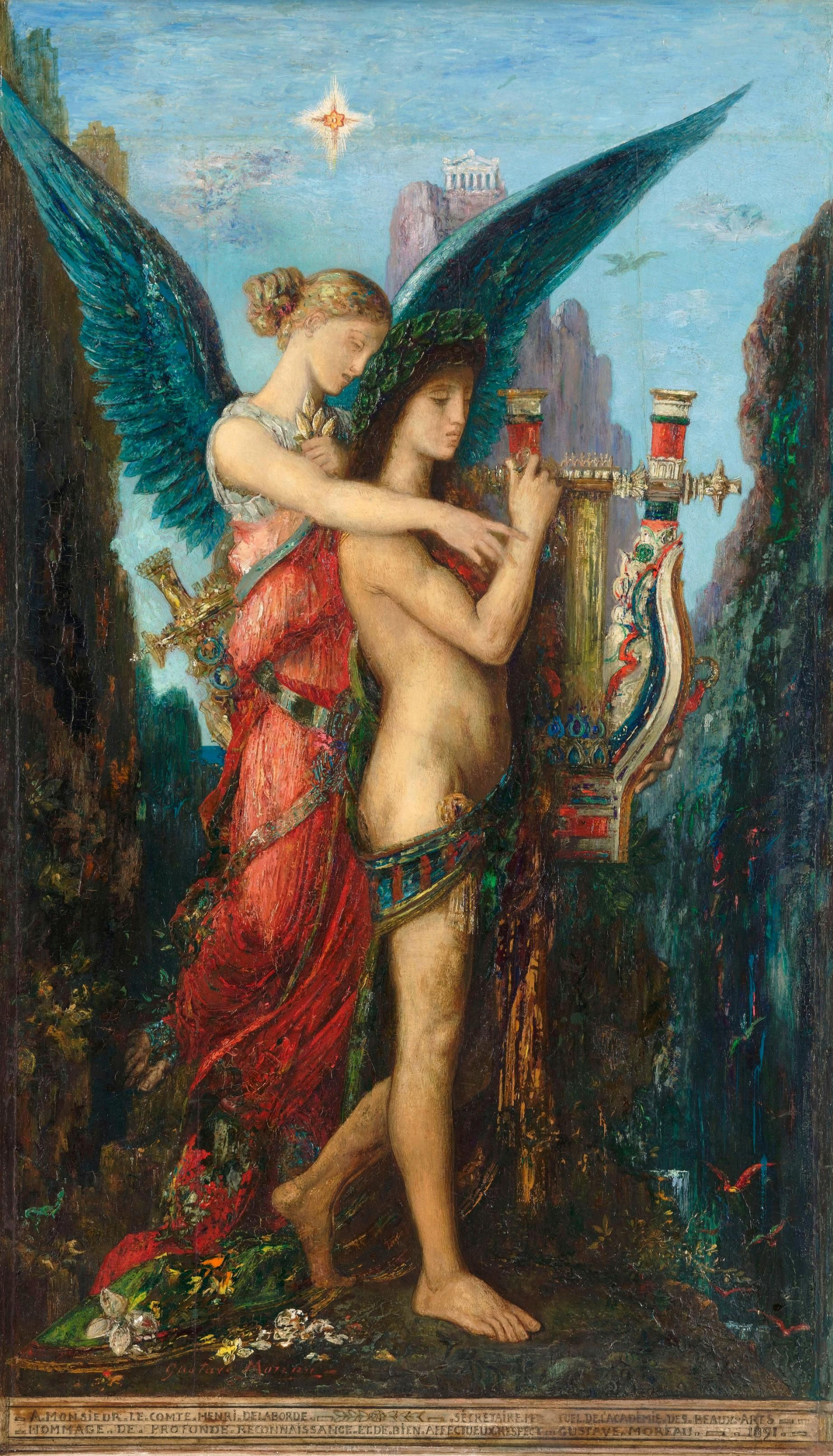
Hesíodo e a Musa (1891), 59 x 34,5 cm, Musée d'Orsay
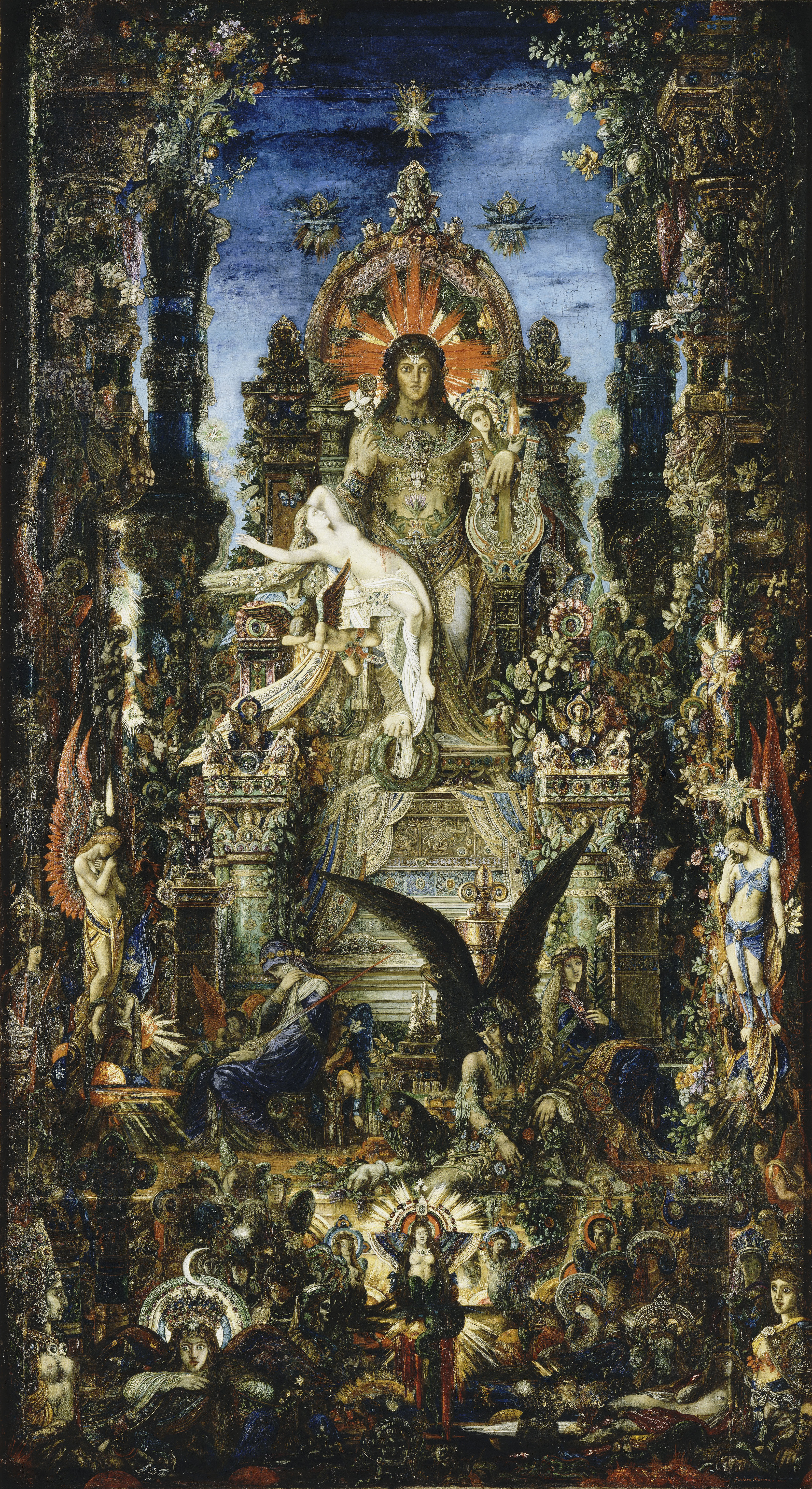
Júpiter e Semele (1894–95), 212 x 118 cm, Musée Gustave Moreau

### Aquarelas

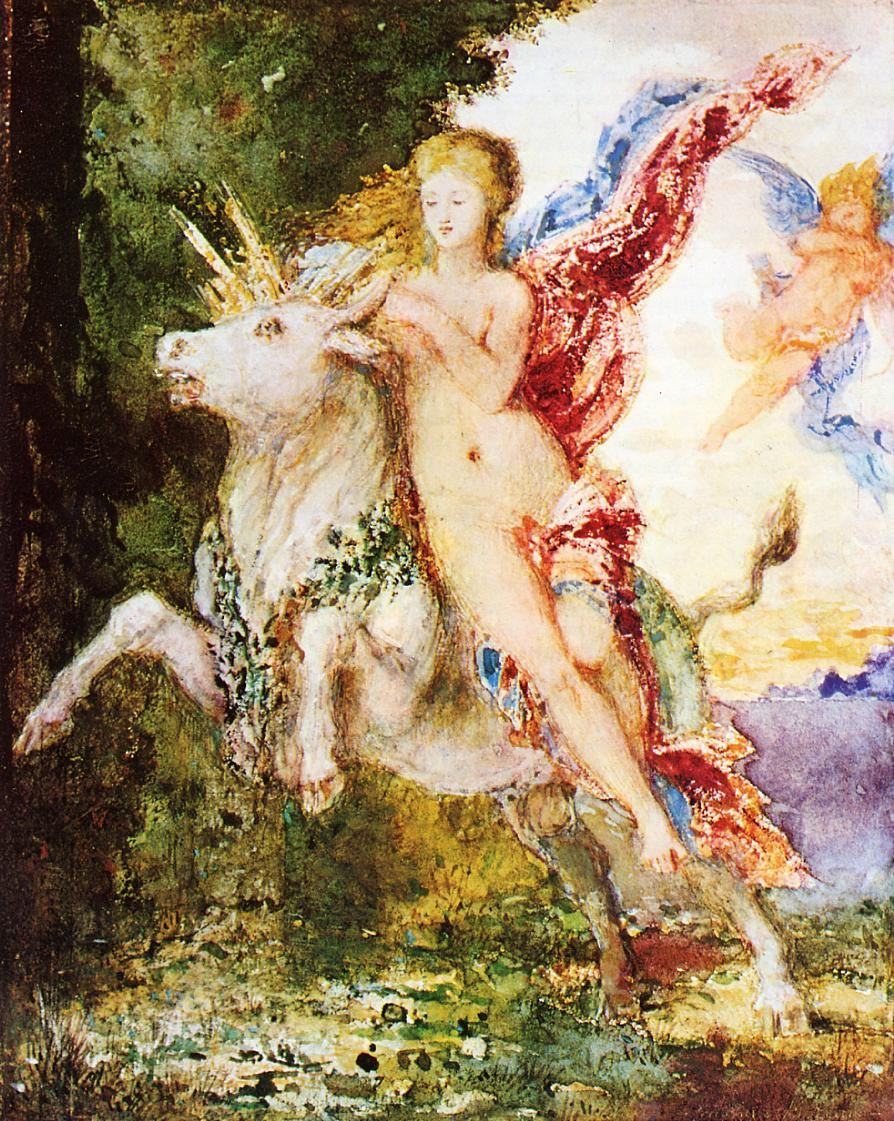
Europa e o Touro (c. 1869), 15,2 x 12,2 cm,Wadsworth Atheneum
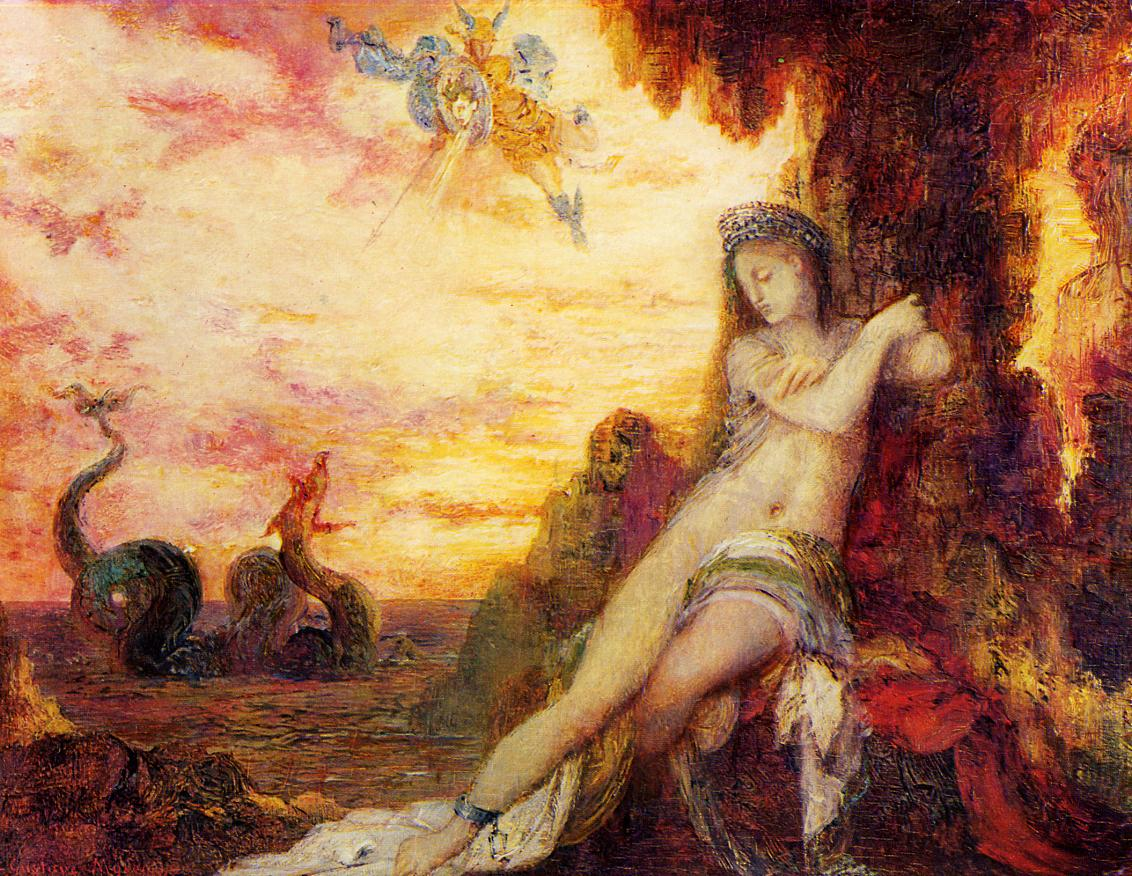
Perseu e Andrômeda (década de 1870), 20 x 25,4 cm, Museu de Bristol e Galeria de Arte
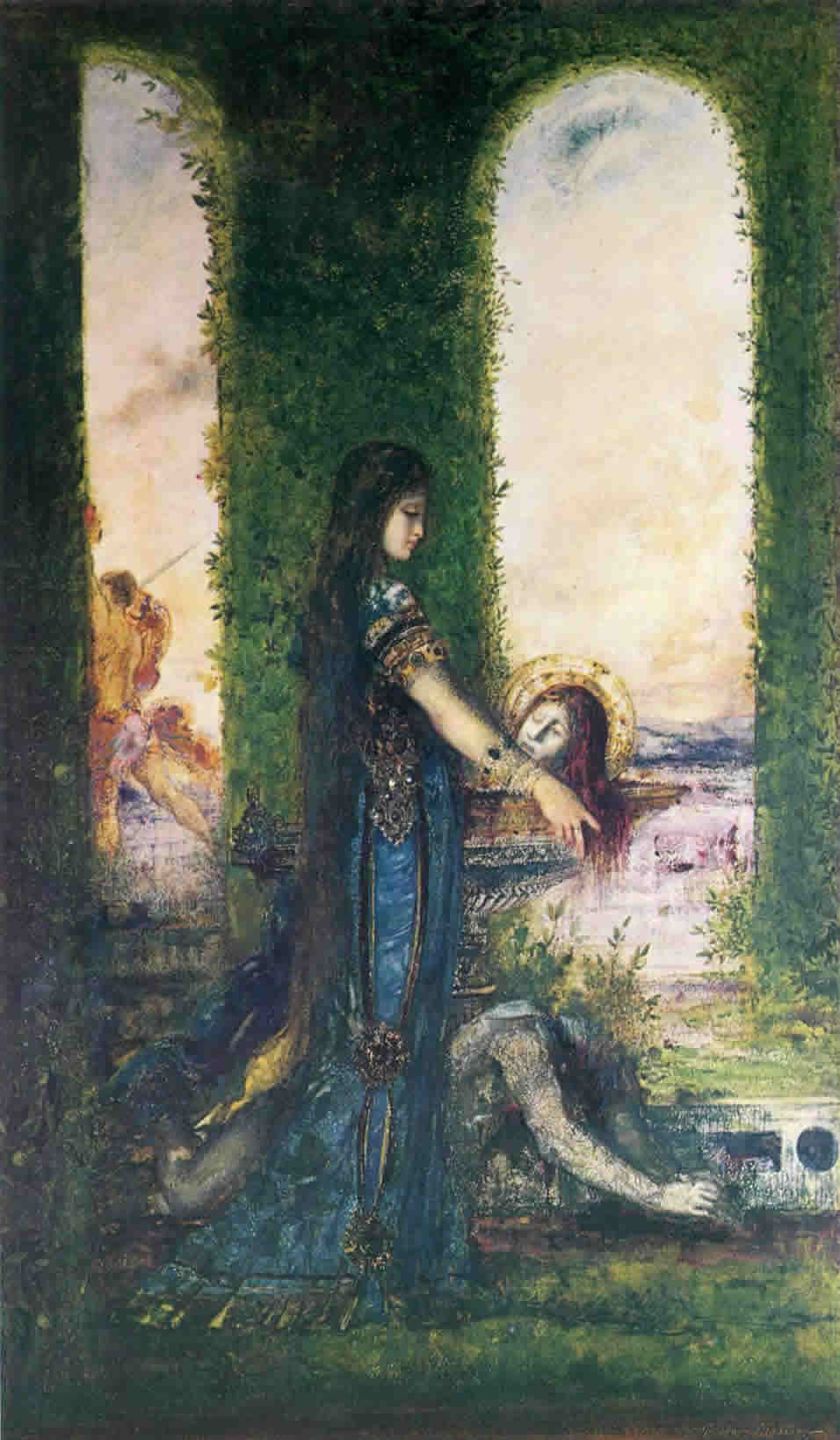
Salomé no Jardim (1878), 72 x 43 cm, coleção particular
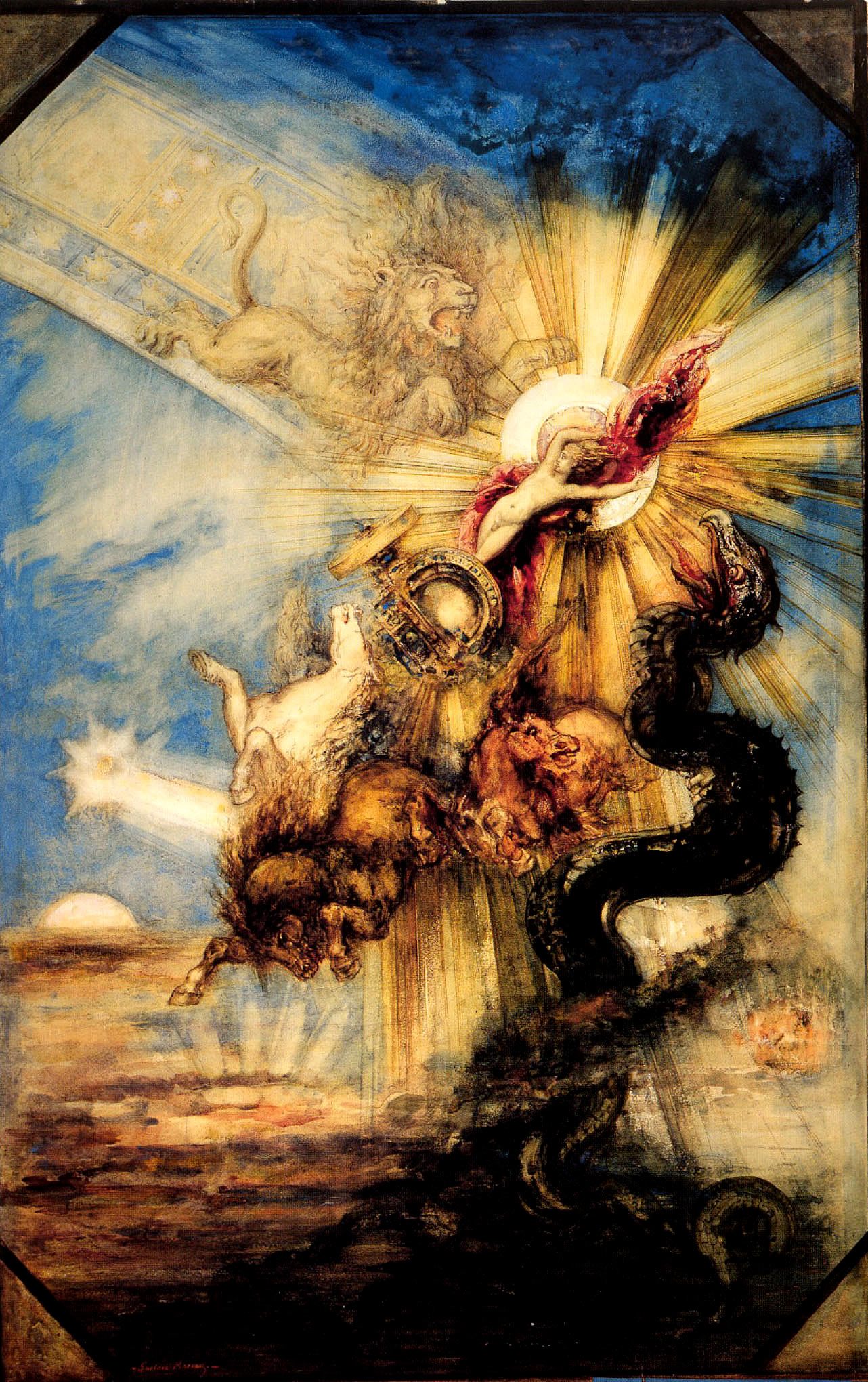
Faéton (1878), 99 x 65 cm, Louvre
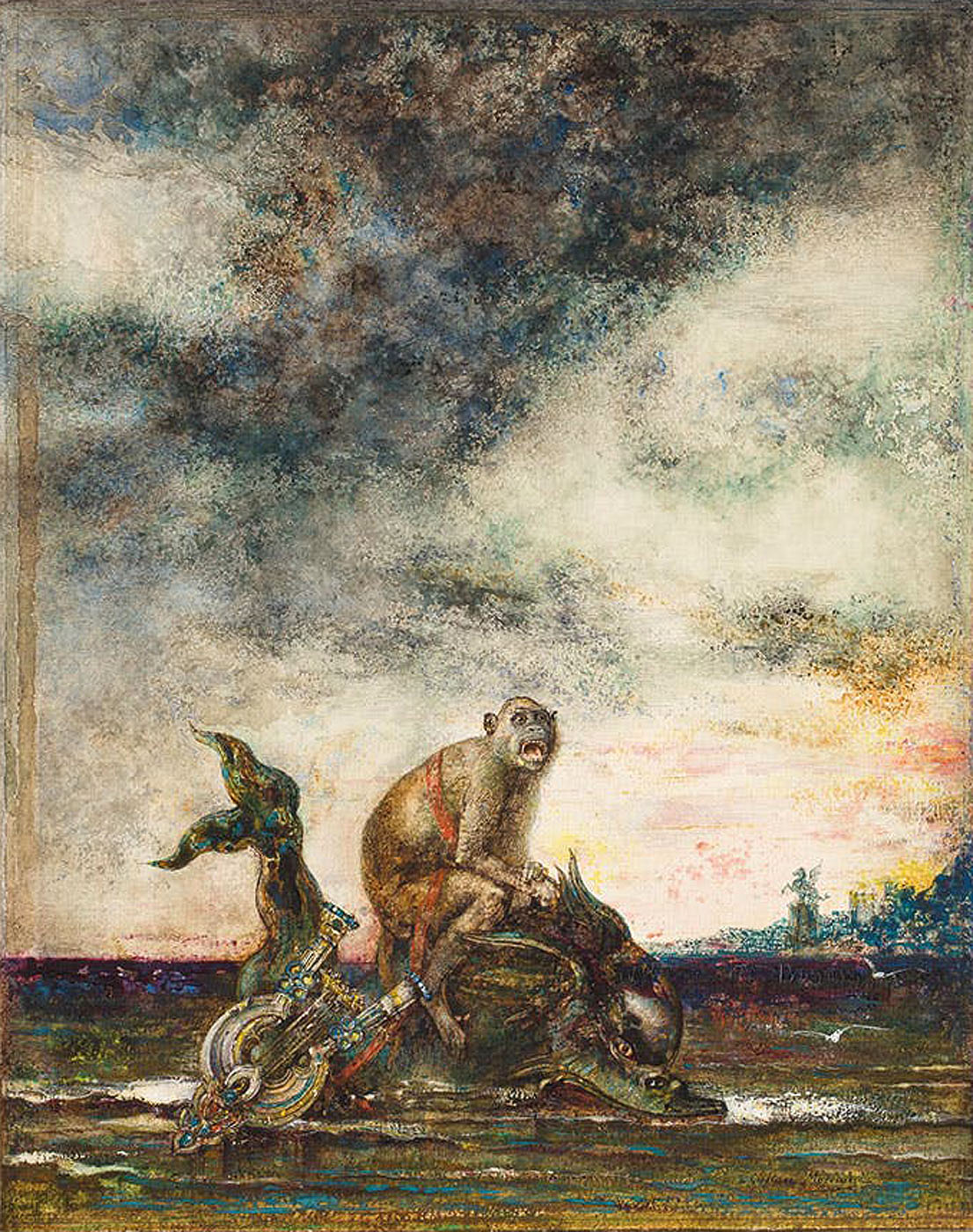
O Macaco e o Golfinho, das Fábulas de La Fontaine (década de 1880), aquarela, coleção particular
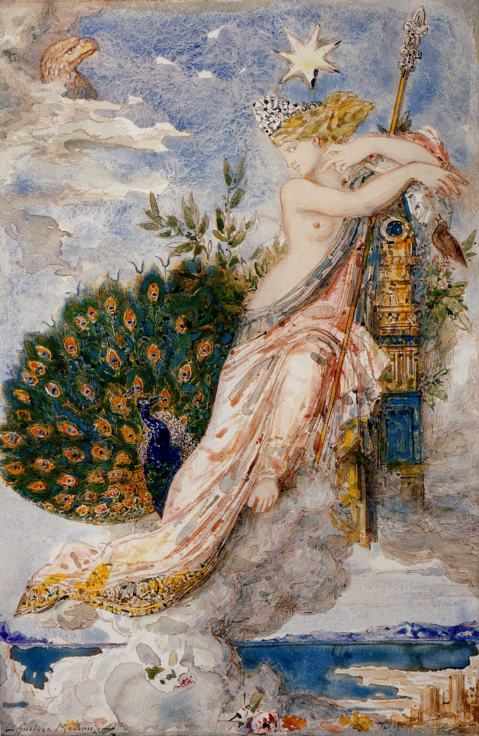
O Pavão Reclamando para Juno (1881), 31 x 21 cm, Musée Gustave Moreau
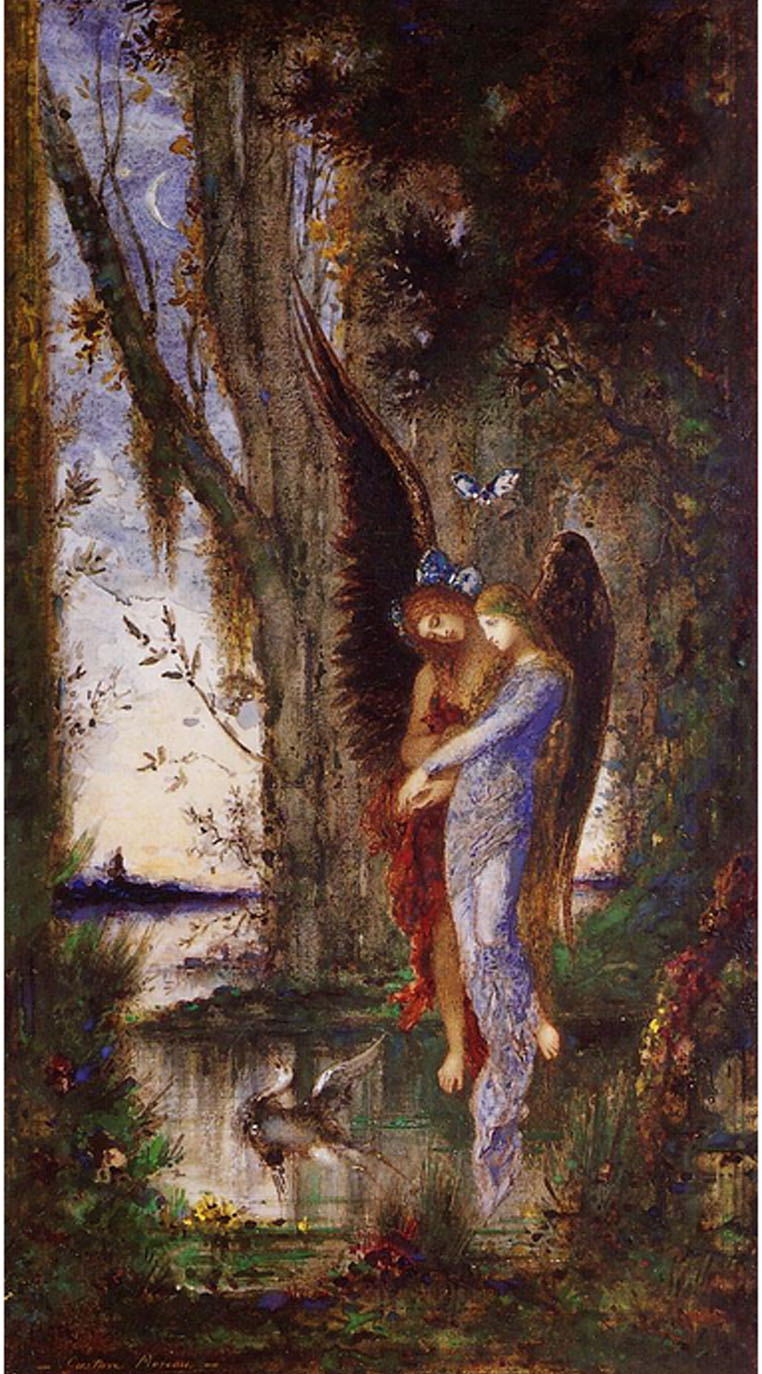
O Crepúsculo e a Dor (1882), 36,7 x 19,8 cm, Fundação Ephrussi de Rothschild
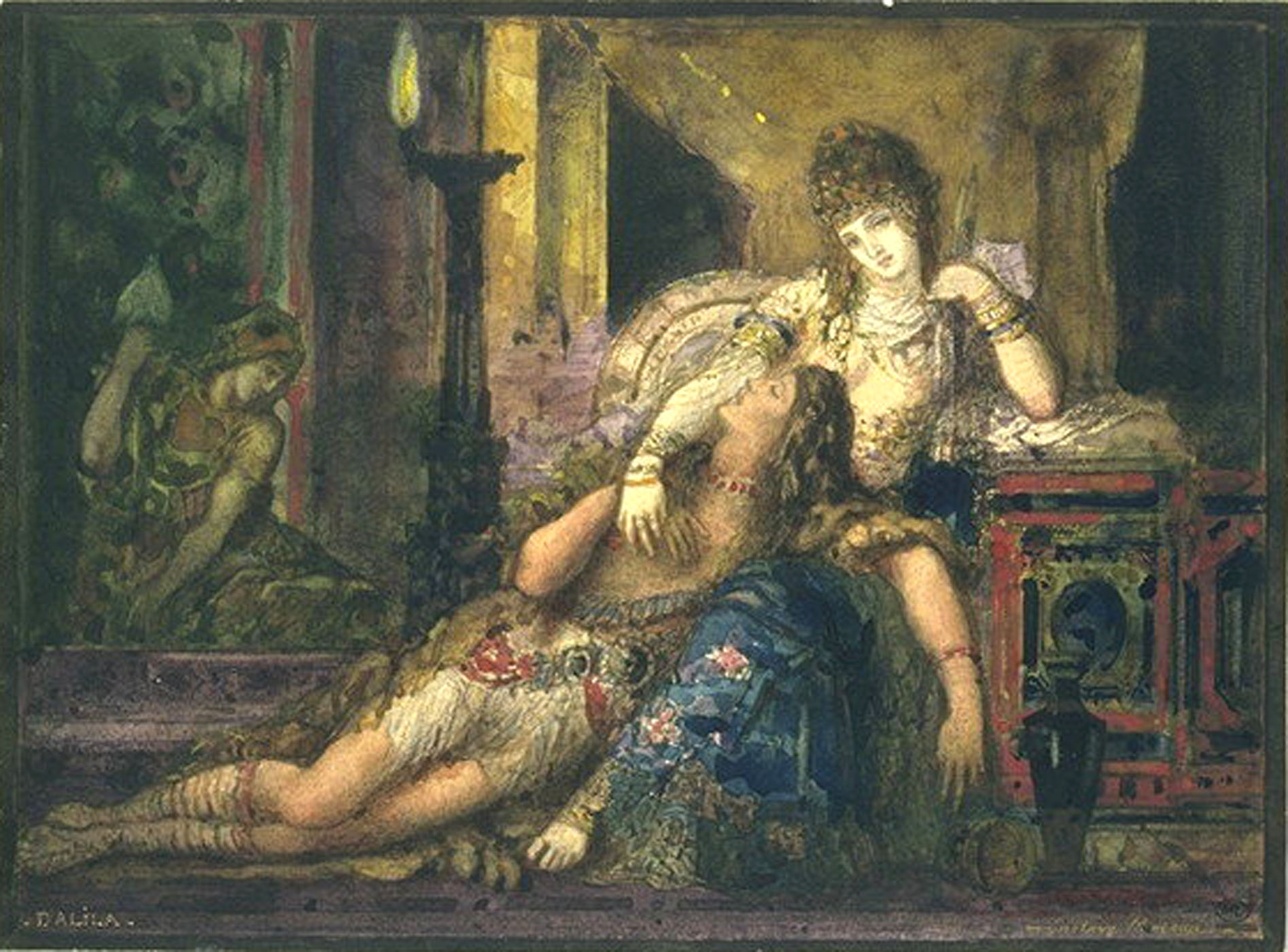
Sansão e Dalila (1882), 15,8 x.21,3 cm, Louvre
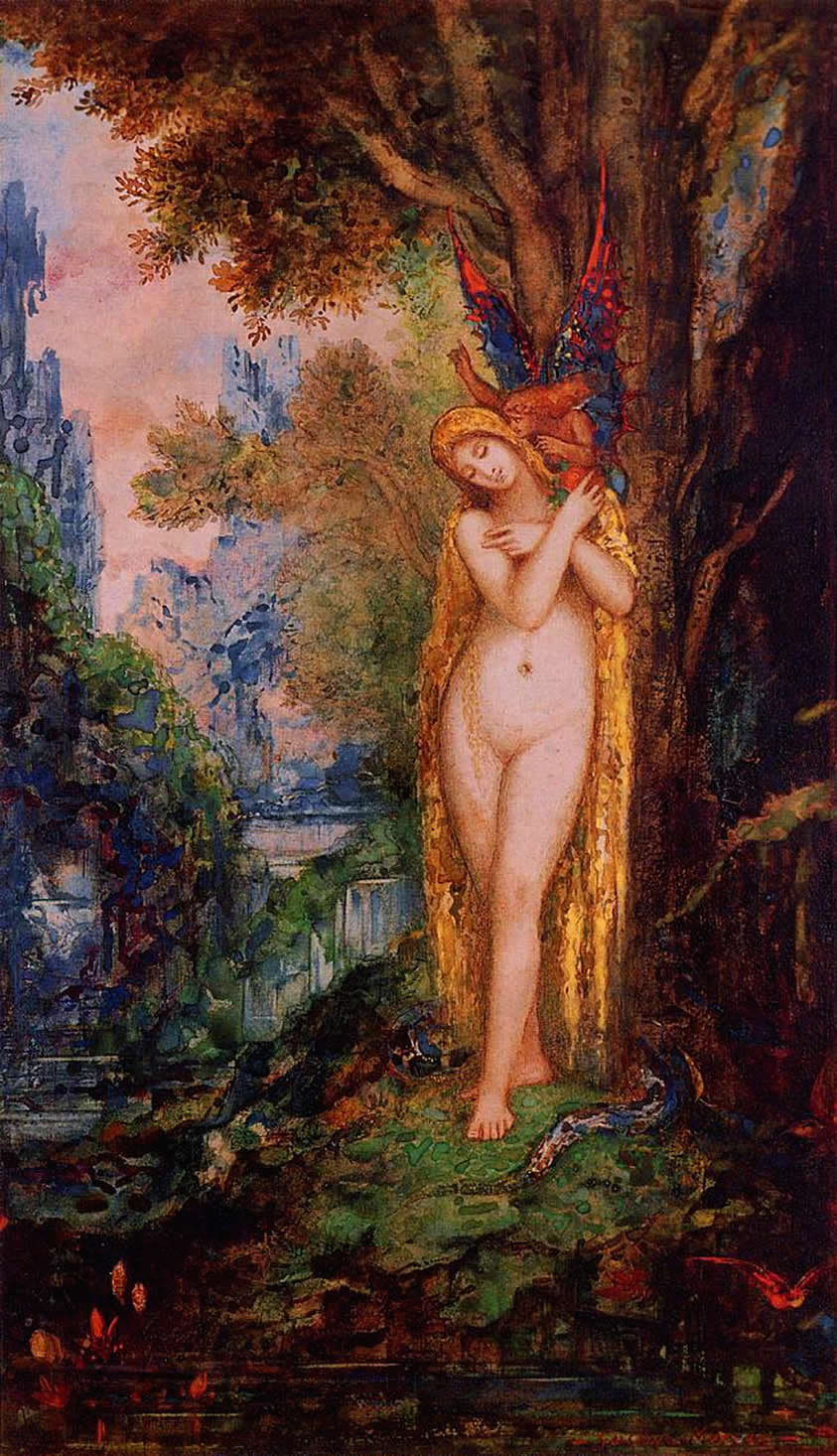
Eva (1885), coleção particular
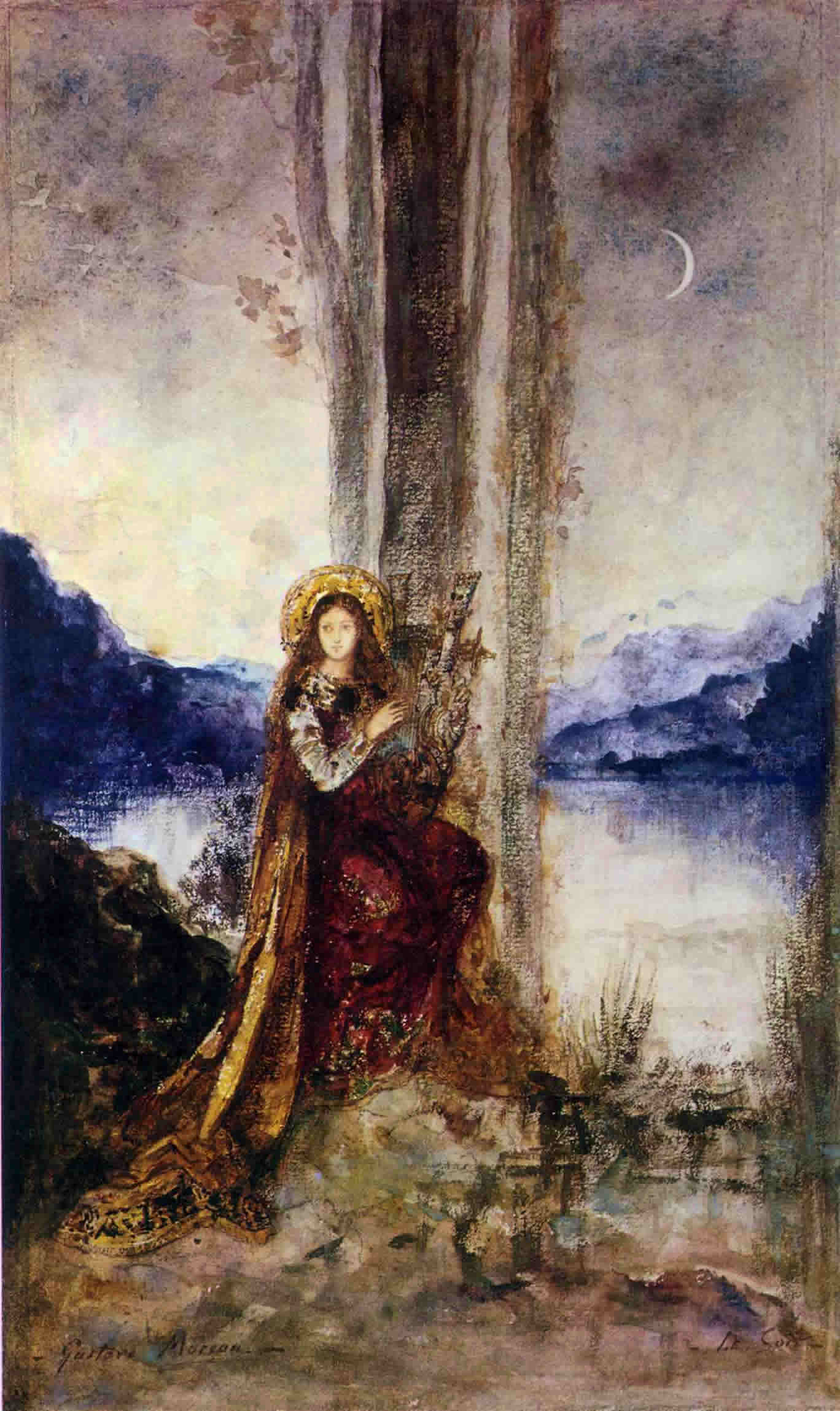
A Noite (1887), 39 x 24 cm, Clemens Sels Museum
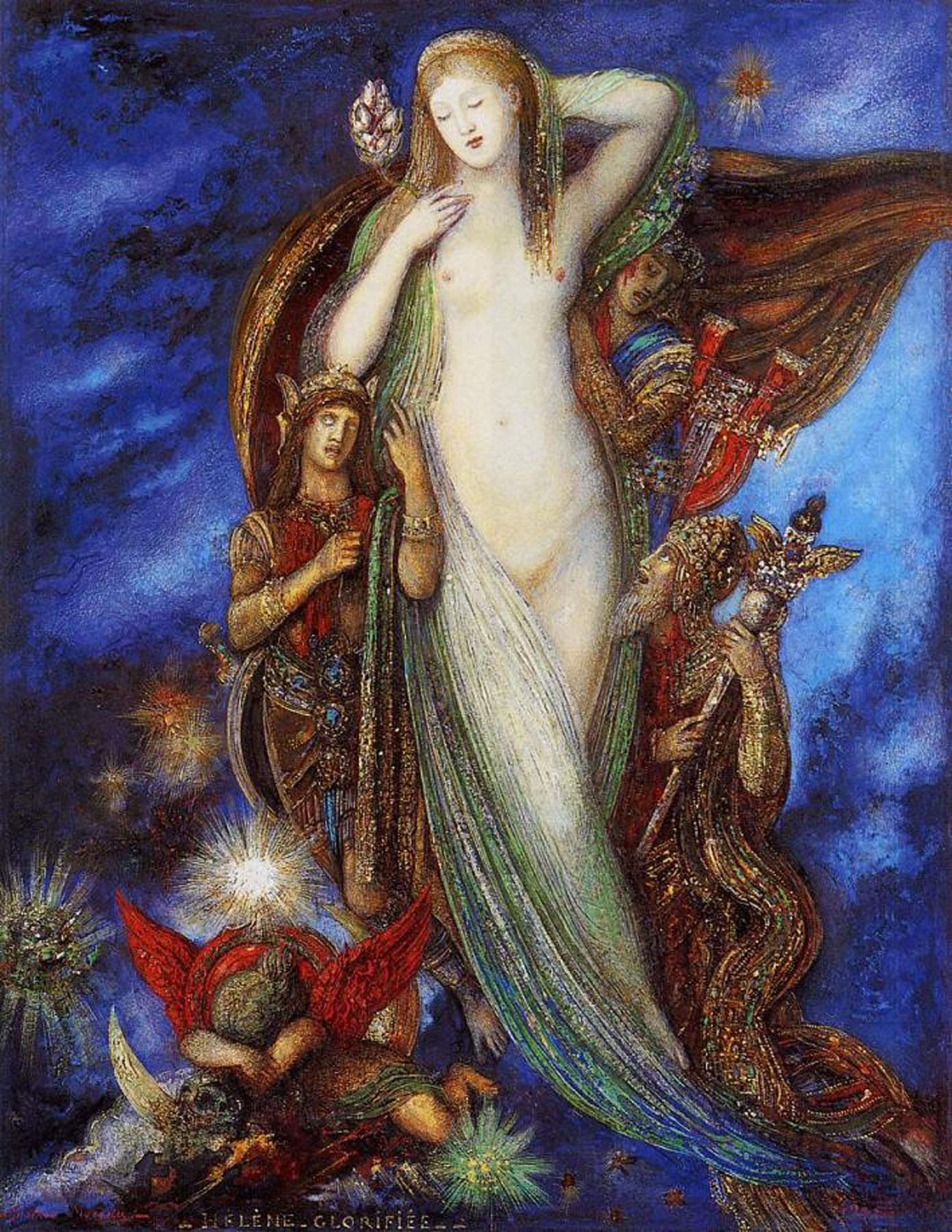
Helena Glorificada (1897), 30,5 × 23,2 cm, privado desconhecido